# Theatro Municipal do Rio de Janeiro

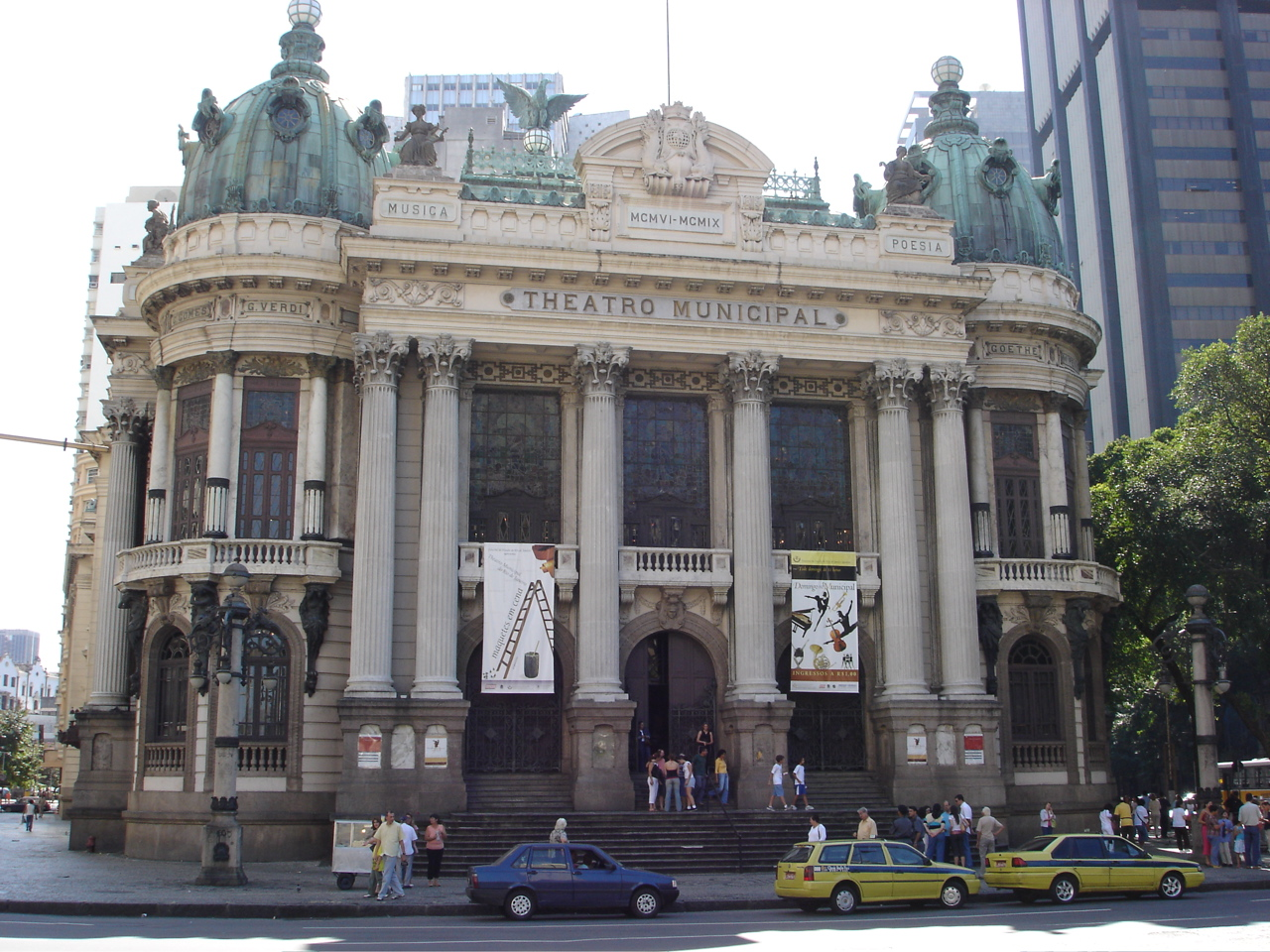
La façana principal del Theatro Municipal do Rio de Janeiro.

El Theatro Municipal do Rio de Janeiro (Teatre Municipal de Rio de Janeiro) és un dels teatres més importants del Brasil, situat en ple centre de Rio de Janeiro. Va ser dissenyat en un estic eclèctic, va ser construït entre 1905 i 1909 i inspirat en el Teatre de l'Òpera de París de Charles Garnier. Té un aforament de 2.244 localitats. La inauguració es va dur a terme el 14 de juliol de 1909.